# Río Crișul Negru
El Crişul Negru (en húngaro Fekete-Körös) es un río del oeste de Rumania (Transilvania) y sureste de Hungría (condado de Békés). Su fuente está en el oeste, en los montes Apuseni, Rumanía. Discurre a través de las ciudades de Ştei y Beiuş en Rumania. Se une al río Crişul Alb a pocos kilómetros de la ciudad de Gyula para formar el río Criş.
Tiene una longitud de 168 km, de los que solamente los últimos 20 km discurren por Hungría.
- Datos: Q2468269
- Multimedia: Crișul Negru / Q2468269